# Melluži (przystanek kolejowy)
Melluži (ros. Меллужи) – przystanek kolejowy w miejscowości Jurmała, na Łotwie. Położony jest na linii Ryga (Torņakalns) - Tukums.